# Franco Cángele
Franco Darío Cángele (16 de julio de 1984, Francisco Madero, Argentina) es un exfutbolista argentino. Jugaba de delantero extremo y su último equipo fue Boca Unidos de Corrientes.

## Trayectoria

### Sus inicios en Boca Juniors (2002-2004)
Delantero zurdo y habilidoso, llegó desde el club Deportivo Mac Allister por recomendación de Carlos Mac Allister. Hizo las divisiones inferiores en Boca Juniors. Debutó el 19 de junio de 2002 en un amistoso en los Estados Unidos contra el Metrostars, partido con derrota 3-2. Luego volvió a jugar un amistoso el 18 de julio contra Tristán Suárez, en el cual fue titular y su equipo ganó 1-0.

#### Temporada 2003
Debutó profesionalmente el 20 de febrero de 2003 contra Independiente Medellín por el primer partido de la Copa Libertadores 2003. Convirtió su primer gol el 10 de abril contra el Barcelona de Guayaquil en el empate 2-2 por la fecha 6 de la fase de grupos de la Copa Libertadores 2003. En ese semestre del año jugó varios partidos entrando desde el banco de suplentes, logrando coronarse campeón de la Copa Libertadores 2003. Por el Torneo Clausura 2003 jugó 3 partidos ingresando de suplente. 
Para el segundo semestre del 2003, el 9 de octubre convirtió su segunda gol en la victoria 2-1 contra Colón por la Copa Sudamericana 2003, torneo en el cual Boca no pudo avanzar demasiado. En el Torneo Apertura 2003 jugó 9 partidos, convirtió un gol.

#### Temporada 2004
En este año jugó 11 partidos por el Torneo Clausura 2004 convirtiendo 4 goles, en el cual demostró un gran nivel. Por la Copa Libertadores 2004 jugó 9 partidos y convirtió 1 gol. Su actuación más recordada en esa Copa fue en la semifinal en el partido de vuelta contra River en El Monumental, donde desbordando por el sector izquierdo le dio el pase gol a Carlos Tévez, generando la famosa Gallinita de Tévez. Si bien el partido lo terminó perdiendo 2-1 fueron a penales por el 1-0 de la ida, donde Boca logró el pase a la final, donde perdió por penales contra el Once Caldas. Franco terminaría fallando el penalti decisivo. 
Para la segunda mitad del 2004, Cángele jugó dos partidos por Copa Sudamericana 2004, en la cual saldría campeón. El Torneo Apertura 2004 sería su último torneo en Boca Juniors en este primer periodo, donde jugó 13 partidos y logró 2 goles.
En esta primera etapa jugó un total de 57 partidos convirtiendo 10 goles. Ganó 4 títulos ( Torneo Apertura 2003 , Copa Libertadores de América 2003, la Copa Intercontinental en el 2003 y Copa Sudamericana en el 2004).

### Su paso por Independiente, Colón y el fútbol turco
En 2005 jugó en Independiente donde tampoco pudo convertir . Luego pasó a Colón. Finalmente llegó al fútbol turco, más precisamente al Sakaryaspor, donde no pudo evitar el descenso.
Luego fue transferido al Kayserispor donde logró salir campeón de la Copa de Turquía 2007/08, consiguiendo así el primer título oficial de la historia para el equipo turco, además de lograr clasificar a la Copa de la UEFA 2008-09.

### Su regreso a Boca Juniors
En enero del 2013 dejó Turquía y volvió a la Argentina donde se entrenaba con permiso especial (como invitado, no como jugador) en Boca Juniors bajo las órdenes de Carlos Bianchi.
El 11 de junio se definió su contrato y pasó a ser el nuevo refuerzo de Boca Juniors. Disputó su primer encuentro y tuvo una buena actuación participando en el segundo gol (gol de Sánchez Miño), como titular el 14 de julio de 2013 cuando por el triangular de invierno derrotó 2-1 a Estudiantes de La Plata como visitante. El día viernes 19 de julio fue presentado oficialmente por el club en el Hotel Boca junto a 2 de sus nuevos compañeros: Emmanuel Gigliotti y Cata Diaz además de la presencia del presidente de la institución, Daniel Angelici. En su segunda etapa en el club xeneize participó en solamente 6 partidos, en los cuales no pudo convertir ningún gol y su rendimiento fue bueno a pesar de no tener demasiadas chances de mostrarse. El martes 10 de diciembre de 2013, de común acuerdo entre la dirigencia y el jugador, rescindió su contrato y se fue de Boca, a seis meses de finalizar su contrato.

### Elazığspor
Tras desvincularse de Boca Juniors, en enero de 2014 el atacante volvió al fútbol turco, más precisamente al Elazigspor equipo que luchaba por mantener la categoría. Su debut se llevó a cabo el 26 de enero a los 36 minutos del segundo tiempo en la victoria de su equipo frente al Beledeyispor por 2 a 1. En aquella media temporada jugó 9 partidos en la cual no se pudo evitar el descenso a la segunda categoría de Turquía.
Ya para la temporada 2014/15, Cángele mejoraría su rendimiento y le marcaría su primer gol el 25 de septiembre en la victoria 3-2 al Ayvalıkgücü por la Copa de Turquía. Luego el 19 de octubre volvería a marcar pero esta vez por la liga, en la victoria 2-0 ante el 
Manisaspor. El 7 de febrero de 2015 convirtió su último gol en el equipo ante el Karşıyaka, partido que terminaría en derrota 1-2. Para las siguientes fechas, Franco, no tuvo un buen rendimiento y debido a cuestiones personales y profesionales, en marzo de 2015 rescindió su contrato con el club turco. En esta etapa jugó 24 partidos convirtiendo 3 goles con 3 asistencias.

### Boca Unidos
A pesar de recibir varias ofertas tanto de Turquía como de Argentina, el jugador no se decidió a firmar con ningún club porque estos no satisfacían sus pretensiones. Por lo cual para la segunda mitad del 2015 permaneció sin club. En enero del 2016 se decide finalmente a firmar para Boca Unidos de Corrientes, donde jugaría  en la segunda división de Argentina. No fue aceptado por el Deportivo Cali de Colombia al no pasar exámenes médicos por problema de rodilla.

## Selección nacional
Formó parte de varias selecciones juveniles de su país, en las cuales consiguió el Oro en los Juegos Panamericanos de 2003 y el Torneo Preolímpico Sudamericano de 2004. A pesar de ello nunca llegó a ser convocado para la selección absoluta. 

### Participaciones con la selección
| Torneo                                         | Sede                   | Resultado    | Partidos | Goles | Asistencias |
| ---------------------------------------------- | ---------------------- | ------------ | -------- | ----- | ----------- |
| Juegos Panamericanos de 2003                   | República Dominicana   | Campeón      | 5        | 4     | ?           |
| Copa Mundial de Fútbol Sub-20 de 2003          | Emiratos Árabes Unidos | Cuarto lugar | 6        | 0     | 2           |
| Torneo Preolímpico Sudamericano Sub-23 de 2004 | Chile                  | Campeón      | ?        | ?     | ?           |

## Estadísticas

### Clubes
- Actualizado al 23 de agosto de 2016.

| Club | Div.                | Temporada           | Liga  | Liga  | Liga   | Copas Nacionales(1) | Copas Nacionales(1) | Copas Nacionales(1) | Torneos Internacionales(2) | Torneos Internacionales(2) | Torneos Internacionales(2) | Total | Total | Total  | Media goleadora(3) |
| Club | Div.                | Temporada           | Part. | Goles | Asist. | Part.               | Goles               | Asist.              | Part.                      | Goles                      | Asist.                     | Part. | Goles | Asist. | Media goleadora(3) |
| --- | ------------------- | ------------------- | ----- | ----- | ------ | ------------------- | ------------------- | ------------------- | -------------------------- | -------------------------- | -------------------------- | ----- | ----- | ------ | ------------------ |
| Boca Juniors Argentina | 1.ª                 | 2002-03             | 3     | 0     | ?      | -                   | -                   | -                   | 6                          | 1                          | 1                          | 9     | 1     | 1      | 0,11               |
| Boca Juniors Argentina | 1.ª                 | 2003-04             | 20    | 5     | ?      | -                   | -                   | -                   | 13                         | 2                          | 2                          | 33    | 7     | 2      | 0,21               |
| Boca Juniors Argentina | 1.ª                 | 2004-05             | 13    | 2     | ?      | -                   | -                   | -                   | 2                          | 0                          | 0                          | 15    | 2     | 0      | 0,13               |
| Boca Juniors Argentina | Total               | Total               | 36    | 7     | ?      | -                   | -                   | -                   | 21                         | 3                          | 3                          | 57    | 10    | 3      | 0,17               |
| Independiente Argentina | 1.ª                 | 2004-05             | 11    | 1     | 4      | -                   | -                   | -                   | -                          | -                          | -                          | 11    | 1     | 4      | 0,09               |
| Independiente Argentina | Total               | Total               | 11    | 1     | 4      | -                   | -                   | -                   | -                          | -                          | -                          | 11    | 1     | 4      | 0,09               |
| Colón Argentina | 1.ª                 | 2005-06             | 30    | 6     | 1      | -                   | -                   | -                   | -                          | -                          | -                          | 30    | 6     | 1      | 0,20               |
| Colón Argentina | Total               | Total               | 30    | 6     | 1      | -                   | -                   | -                   | -                          | -                          | -                          | 30    | 6     | 1      | 0,20               |
| Sakaryaspor Turquía | 1.ª                 | 2006-07             | 26    | 7     | 1      | 0                   | 0                   | 0                   | -                          | -                          | -                          | 26    | 7     | 1      | 0,26               |
| Sakaryaspor Turquía | Total               | Total               | 26    | 7     | 1      | 0                   | 0                   | 0                   | -                          | -                          | -                          | 26    | 7     | 1      | 0,26               |
| Kayserispor Turquía | 1.ª                 | 2007-08             | 25    | 4     | 9      | 1                   | 0                   | 0                   | -                          | -                          | -                          | 26    | 4     | 9      | 0,15               |
| Kayserispor Turquía | 1.ª                 | 2008-09             | 24    | 6     | 5      | 2                   | 2                   | 0                   | 1                          | 0                          | 0                          | 27    | 8     | 5      | 0,29               |
| Kayserispor Turquía | 1.ª                 | 2009-10             | 27    | 6     | 13     | 1                   | 0                   | 0                   | -                          | -                          | -                          | 28    | 6     | 13     | 0,21               |
| Kayserispor Turquía | 1.ª                 | 2010-11             | 5     | 2     | 0      | 0                   | 0                   | 0                   | -                          | -                          | -                          | 5     | 2     | 0      | 0,00               |
| Kayserispor Turquía | 1.ª                 | 2011-12             | 1     | 0     | 0      | 0                   | 0                   | 0                   | -                          | -                          | -                          | 1     | 0     | 0      | 0,00               |
| Kayserispor Turquía | 1.ª                 | 2012-13             | 5     | 0     | 0      | 1                   | 0                   | 0                   | -                          | -                          | -                          | 6     | 0     | 0      | 0,00               |
| Kayserispor Turquía | Total               | Total               | 87    | 18    | 27     | 5                   | 2                   | 0                   | 1                          | 0                          | 0                          | 93    | 20    | 27     | 0,21               |
| Boca Juniors Argentina | 1.ª                 | 2013-14             | 6     | 0     | 0      | -                   | -                   | -                   | -                          | -                          | -                          | 6     | 0     | 0      | 0,00               |
| Boca Juniors Argentina | Total               | Total               | 6     | 0     | 0      | -                   | -                   | -                   | -                          | -                          | -                          | 6     | 0     | 0      | 0,00               |
| Elazığspor Turquía | 1.ª                 | 2013-14             | 9     | 0     | 0      | 3                   | 0                   | 1                   | -                          | -                          | -                          | 12    | 0     | 1      | 0,00               |
| Elazığspor Turquía | 2.ª                 | 2014-15             | 11    | 2     | 2      | 1                   | 1                   | 0                   | -                          | -                          | -                          | 12    | 3     | 2      | 0,25               |
| Elazığspor Turquía | Total               | Total               | 20    | 2     | 2      | 4                   | 1                   | 1                   | -                          | -                          | -                          | 24    | 3     | 3      | 0,12               |
| Boca Unidos Argentina | 2.ª                 | 2016                | 18    | 8     | 0      | -                   | -                   | -                   | -                          | -                          | -                          | 18    | 8     | 0      | 0,44               |
| Boca Unidos Argentina | 2.ª                 | 2016                | 14    | 4     | 0      | 0                   | 0                   | 0                   | -                          | -                          | -                          | 14    | 4     | 0      | 0,00               |
| Boca Unidos Argentina | Total               | Total               | 32    | 12    | 0      | 0                   | 0                   | 0                   | -                          | -                          | -                          | 32    | 12    | 0      | 0,44               |
| Total en su carrera | Total en su carrera | Total en su carrera | 248   | 53    | 31     | 9                   | 3                   | 1                   | 22                         | 3                          | 3                          | 279   | 59    | 39     | 0,20               |
| (1) Incluye Copa de Turquía y Copa Argentina. (2) Incluye Copa Libertadores, Copa Sudamericana y UEFA Europa League. (3) Media de goles por encuentro. No incluye goles en partidos amistosos. |                     |                     |       |       |        |                     |                     |                     |                            |                            |                            |       |       |        |                    |

## Palmarés

### Campeonatos nacionales
| Título           | Equipo       | País      | Año    |
| ---------------- | ------------ | --------- | ------ |
| Primera División | Boca Juniors | Argentina | A-2003 |
| Copa de Turquía  | Kayserispor  | Turquía   | 2008   |

### Campeonatos internacionales
| Título                       | Equipo                     | Sede                 | Año  |
| ---------------------------- | -------------------------- | -------------------- | ---- |
| Copa Libertadores de América | Boca Juniors               | Sao Paulo            | 2003 |
| Juegos Panamericanos         | Selección Argentina Sub-20 | República Dominicana | 2003 |
| Copa Intercontinental        | Boca Juniors               | Yokohama             | 2003 |
| Preolímpico Sudamericano     | Selección Argentina Sub-23 | Chile                | 2004 |
| Copa Sudamericana            | Boca Juniors               | Buenos Aires         | 2004 |